# Championnats d'Europe d'athlétisme en salle 1983
Navigation
Les 14e Championnats d'Europe d'athlétisme en salle se sont déroulés les 5 et 6 mars 1983 au Palais des sports de Budapest, en Hongrie. 22 épreuves figurent au programme (12 masculines et 10 féminines).

## Résultats

### Hommes
| Épreuves         | Or                                                    | Argent                                             | Bronze                                                       |
| 60 m             | Stefano Tilli Italie 6 s 63                           | Christian Haas Allemagne de l'Ouest 6 s 64         | Valentin Atanasov Bulgarie 6 s 66                            |
| 200 m            | Aleksandr Yevgenyev Union soviétique 20 s 97          | Jacques Borlée Belgique 21 s 13                    | István Nagy Hongrie 21 s 18                                  |
| 400 m            | Yevgeniy Lomtyev Union soviétique 46 s 20             | Ainsley Bennett Royaume-Uni 46 s 43                | Ángel Heras Espagne 46 s 57                                  |
| 800 m            | Colomán Trabado Espagne 1 min 46 s 91                 | Peter Elliott Royaume-Uni 1 min 47 s 58            | Thierry Tonnelier France 1 min 47 s 68                       |
| 1 500 m          | Thomas Wessinghage Allemagne de l'Ouest 3 min 39 s 82 | José Manuel Abascal Espagne 3 min 40 s 69          | Antti Loikkanen Finlande 3 min 41 s 31                       |
| 3 000 m          | Dragan Zdravković Yougoslavie 7 min 54 s 73           | Valeriy Abramov Union soviétique 7 min 57 s 79     | Uwe Mönkemeyer Allemagne de l'Ouest 7 min 58 s 11            |
| 60 mètres haies  | Thomas Munkelt Allemagne de l'Est 7 s 48              | Arto Bryggare Finlande 7 s 60                      | Andreas Oschkenat Allemagne de l'Est 7 s 63                  |
| 5 000 m marche   | Anatoliy Solomin Union soviétique 19 min 19 s 93      | Yevgeniy Yevsyukov Union soviétique 19 min 41 s 66 | Erling Andersen Norvège 20 min 00 s 68                       |
| Saut en hauteur  | Carlo Thränhardt Allemagne de l'Ouest 2,32 m          | Gerd Nagel Allemagne de l'Ouest 2,30 m             | Massimo Di Giorgio Italie Mirosław Włodarczyk Pologne 2,27 m |
| Saut à la perche | Vladimir Polyakov Union soviétique 5,60 m             | Aleksandrs Obižajevs Union soviétique 5,60 m       | Patrick Abada France 5,55 m                                  |
| Saut en longueur | László Szalma Hongrie 7,95 m                          | Gyula Pálóczi Hongrie 7,90 m                       | Jens Knipphals Allemagne de l'Ouest 7,82 m                   |
| Triple saut      | Nikolay Musiyenko Union soviétique 17,12 m            | Gennadiy Valyukevich Union soviétique 16,94 m      | Béla Bakosi Hongrie 16,90 m                                  |
| Lancer du poids  | Jānis Bojārs Union soviétique 20,56 m                 | Aleksandr Baryshnikov Union soviétique 20,44 m     | Ivan Ivančić Yougoslavie 20,26 m                             |

### Femmes
| Épreuves         | Or                                                | Argent                                           | Bronze                                          |
| 60 m             | Marlies Göhr Allemagne de l'Est 7 s 09            | Silke Gladisch Allemagne de l'Est 7 s 12         | Marisa Masullo Italie 7 s 19                    |
| 200 m            | Marita Koch Allemagne de l'Est 22 s 39            | Joan Baptiste Royaume-Uni 23 s 37                | Christina Sussiek Allemagne de l'Ouest 23 s 61  |
| 400 m            | Jarmila Kratochvílová Tchécoslovaquie 49 s 69     | Kirsten Siemon Allemagne de l'Est 51 s 70        | Rositsa Stamenova Bulgarie 52 s 36              |
| 800 m            | Svetlana Kitova Union soviétique 2 min 01 s 28    | Zuzana Moravčíková Tchécoslovaquie 2 min 01 s 66 | Olga Simakova Union soviétique 2 min 02 s 25    |
| 1 500 m          | Brigitte Kraus Allemagne de l'Ouest 4 min 16 s 14 | Maria Radu Roumanie 4 min 17 s 16                | Ivana Kleinová Tchécoslovaquie 4 min 17 s 21    |
| 3 000 m          | Yelena Sipatova Union soviétique 9 min 04 s 40    | Agnese Possamai Italie 9 min 04 s 41             | Yelena Malykhina Union soviétique 9 min 04 s 52 |
| 60 mètres haies  | Bettine Jahn Allemagne de l'Est 7 s 75            | Kerstin Knabe Allemagne de l'Est 7 s 96          | Tatyana Malyuvanyets Union soviétique 8 s 07    |
| Saut en hauteur  | Tamara Bykova Union soviétique 2,03 m             | Larisa Kositsyna Union soviétique 1,94 m         | Maryse Ewanje-Epée France 1,92 m                |
| Saut en longueur | Eva Murková Tchécoslovaquie 6,77 m                | Helga Radtke Allemagne de l'Est 6,63 m           | Heike Daute Allemagne de l'Est 6,61 m           |
| Lancer du poids  | Helena Fibingerová Tchécoslovaquie 20,61 m        | Helma Knorscheidt Allemagne de l'Est 20,35 m     | Zdenka Šilhavá Tchécoslovaquie 19,56 m          |

## Tableau des médailles
| Rang | Nation               | Or | Argent | Bronze | Total |
| ---- | -------------------- | -- | ------ | ------ | ----- |
| 1    | Union soviétique     | 8  | 5      | 3      | 16    |
| 2    | Allemagne de l'Est   | 4  | 5      | 2      | 11    |
| 3    | Allemagne de l'Ouest | 3  | 2      | 3      | 8     |
| 4    | Tchécoslovaquie      | 3  | 1      | 2      | 6     |
| 5    | Hongrie              | 1  | 1      | 2      | 4     |
| 6    | Espagne              | 1  | 1      | 1      | 3     |
| 6    | Italie               | 1  | 1      | 1      | 3     |
| 8    | Yougoslavie          | 1  | 0      | 1      | 2     |
| 9    | Royaume-Uni          | 0  | 3      | 0      | 3     |
| 10   | Finlande             | 0  | 1      | 1      | 2     |
| 11   | Belgique             | 0  | 1      | 0      | 1     |
| 11   | Roumanie             | 0  | 1      | 0      | 1     |
| 13   | France               | 0  | 0      | 3      | 3     |
| 14   | Bulgarie             | 0  | 0      | 2      | 2     |
| 15   | Pologne              | 0  | 0      | 1      | 1     |